# Symfonie nr. 7 (Schuman)
William Schuman componeerde zijn Symfonie nr. 7 in 1960. De compositie is geschreven in opdracht van de Koussevitzky Foundation ter viering van het 75-jarig bestaan van het Boston Symphony Orchestra en ter nagedachtenis van hun dirigent Serge Koussevitzky en zijn vrouw Natalie. De première werd uitgevoerd door dit orkest onder leiding van Charles Munch.

## Compositie
Er moesten 6 symfonieën geschreven worden voordat Schuman een symfonie schreef in de klassieke 4-delige opzet:
1. Largo assai;
2. Vigoroso;
3. Cantabile intensamente;
4. Scherzo brioso.

Het eerste deel (stemmig) heeft iets weg van een klarinetconcert: veel soli voor zowel klarinettist als basklarinettist; het deel sluit af met een cadenza voor beide instrumenten. Zonder pauze gaat het werk dan over in deel 2, het vrolijkste deel van de compositie. Het klinkt als een verfijnde uitvoering van Fanfare for the Common Man van Aaron Copland. Deel 3 is alleen voor de strijkerssectie geschreven, terwijl deel 4 (met jazzinvloeden in het slagwerk) is geschreven om de virtuositeit van alle orkestleden op de proef te stellen.
De compositie duurt ongeveer een half uur.

## Bron
- Uitgave van Naxos

Symfonieën: Symfonie nr. 1 · 2 · 3 · 4 · 5 · 6 · 7 · 8 · 9 · 10

Werken: Variations on "America" · A Song of Orpheus · Circus Overture · Night Journey · Orchestra Song